# Rachel Yanait Ben-Zvi
Pour les articles homonymes, voir Zvi.

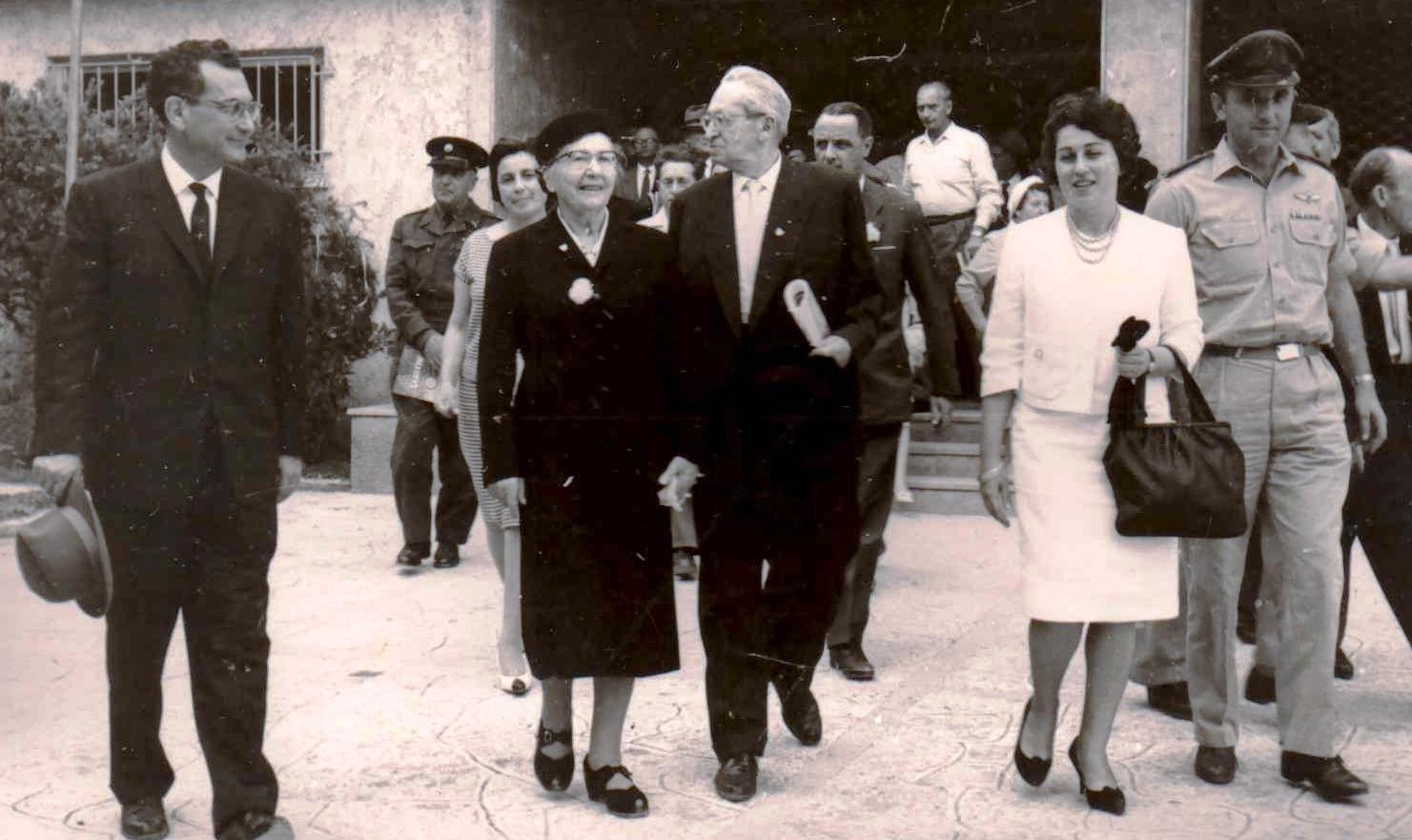
Ben-Zvi avec son époux lors d'une visite à Rehovot.

Rachel Yanait Ben-Zvi (רחל ינאית בן צבי), née Golda Rachel Lishanski, née en 1886 à Malyn (Empire russe) et morte le 16 novembre 1979 à Jérusalem, est une dirigeante du Mapaï, écrivaine sioniste et pédagogue israélienne originaire d'Ukraine. Elle fut l'épouse du second président d'Israël, Yitzhak Ben-Zvi.

## Biographie
Rachel Ben-Zvi nait en 1886 dans une famille juive de Malyn, bourgade près de Jytomyr, en Ukraine sous le nom de Golda Lishansky. Rachel eut trois sœurs : Batya, Tamar et Sara. Batya Lishanski fut connue comme sculptrice.
Adolescente, elle milite au sein du parti de gauche sioniste Poale Zion. En 1908, elle émigre en Palestine, alors sous contrôle ottoman. Elle devient une dirigeante au sein du groupe d'auto-défense Hashomer. Elle participa à la fondation du lycée hébraïque Rehaviah de Jérusalem.
En 1918, elle épouse Yitzhak Ben-Zvi, également membre de Poale Zion et du Hashomer. Ils ont deux fils.
Après la Première Guerre mondiale, Rachel Ben-Zvi fonde la « Ferme pour l'éducation » à Jérusalem : une ferme qui fournit une formation agricole destinée aux femmes. Elle figure parmi les fondateurs du Gymnasium hébraïque et continuer à militer au Mapaï. Elle est également active au sein de l'organisation paramilitaire Haganah et organise l'émigration clandestine de Juifs via la Syrie et le Liban.
Son fils, Eli, meurt en 1948 au cours de la guerre civile qui précéda la première guerre israélo-arabe en Palestine mandataire.
Après la fondation d'Israël, elle participe à l'absorption et l'installation des immigrants juifs provenant des pays arabes.
En 1952, son époux est nommé président d'Israël. En tant que Première Dame, elle se distingue par son ouverture envers le peuple. Durant cette période, elle écrit plusieurs ouvrages traitant de l'éducation, de la défense ainsi qu'une auto-biographie : « Nous sommes des Olim » publiée en 1961.
En 1978, Rachel Ben-Zvi reçoit le prix Israël pour son apport important à la société et à l'État d'Israël.
Elle meurt le 16 novembre 1979.